# Honda CB 400 Twin-serie
De Honda CB 400 Twin-serie is een serie middenklasse motorfietsen die Honda produceerde van 1977 tot 1981. De serie omvat de toermotorfietsen Honda CB 400 T (Dream, Hawk) en Honda CB 400 A Hondamatic, het sportmodel Honda CB 400 N (Super Dream) en de customs Honda CM 400 T, Honda CM 400 E en Honda CM 400 A Hondamatic.

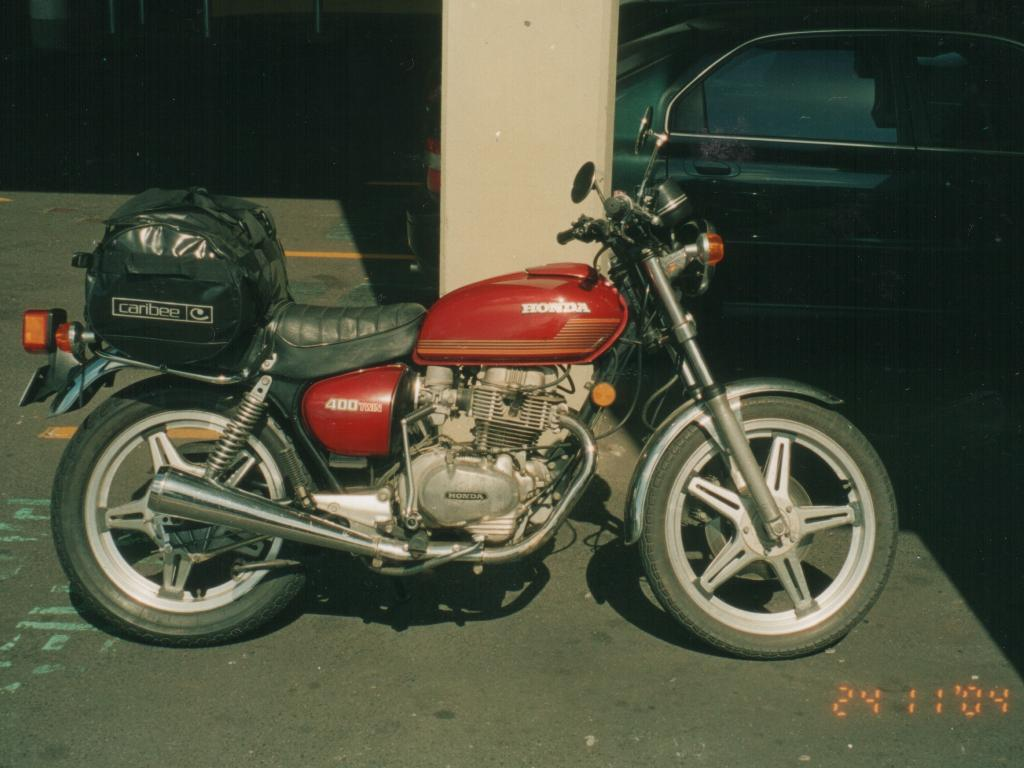
Honda CB 400 T uit 1977

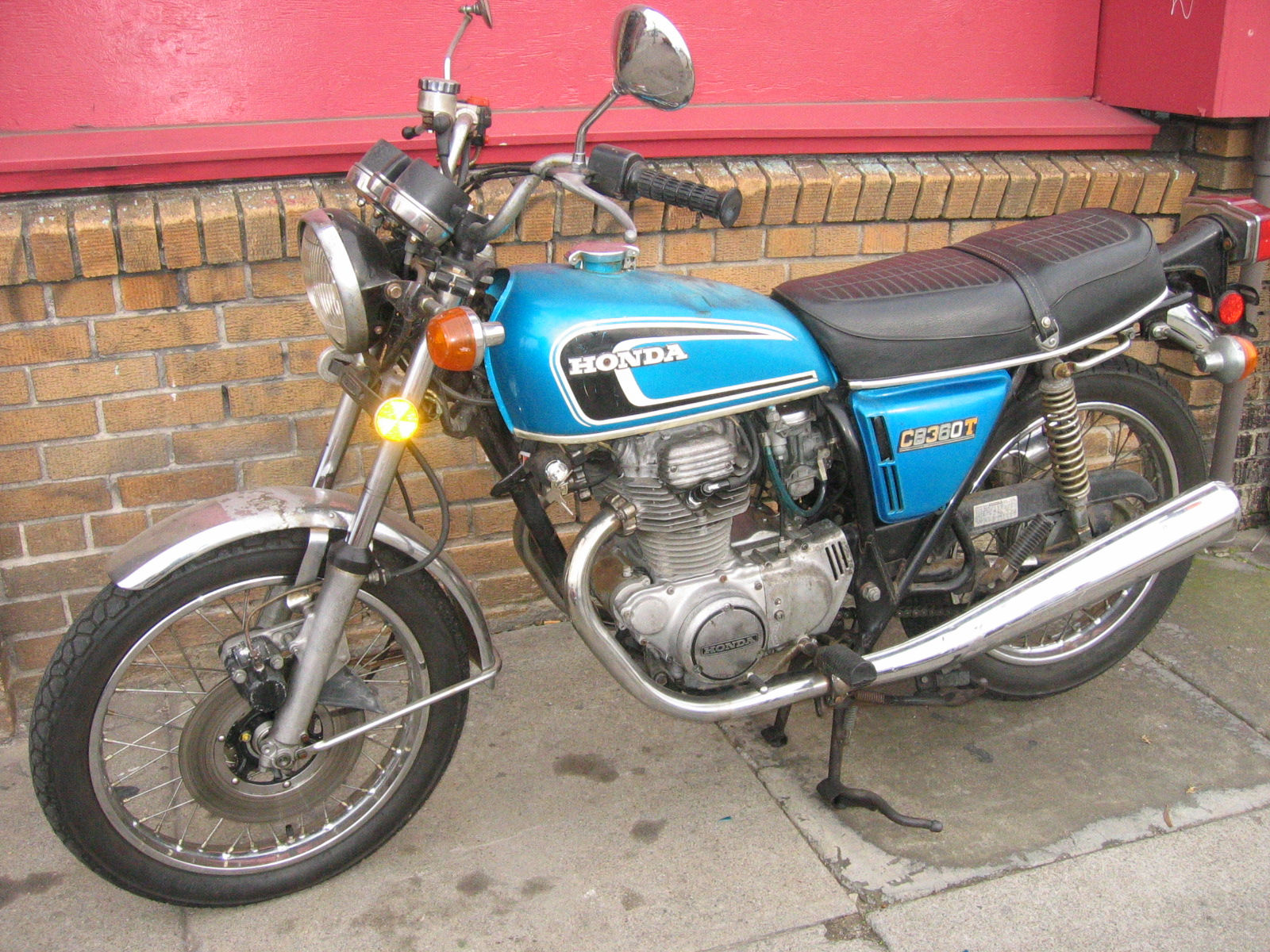
De vergelijking met de Honda CB 360 uit 1976 maakt duidelijk dat er met de komst van de CB 400 T wel meer gebeurd was dan alleen het opboren van de motor.

## Voorgeschiedenis
Honda had in 1968 de Honda CB 250 op de markt gebracht en in 1974 was de Honda CB 350 vervangen door de CB 360. Dat waren allemaal tweecilinders en elkaars "zustermodellen". In 1975 betrad Honda de 400cc-klasse door de viercilinder CB 350 Four op te boren tot de CB 400 Four. Die machine sloeg echter niet echt aan in de Verenigde Staten, omdat de Amerikanen nu eenmaal een voorliefde hadden voor tweecilinders.

## 1977-1982, CB 400 T (Hawk, Dream)
Honda besloot een modernere versie van de CB 250 te maken, de CB 250 T en de CB 360 te vergroten tot 400 cc, met dezelfde lijnen als de CB 250 T. In de Verenigde Staten heette de machine CB 400 T Hawk, in het Verenigd Koninkrijk CB 400 T Dream.

### Motor
De motor was een luchtgekoelde, dwarsgeplaatste staande paralleltwin met een heel korte slag van 50,6 mm, identiek aan die van de CB 360 en zelfs die van de CB 250 G. Om op 400 cc te komen moest de boring verhoudingsgewijs groot worden, 70,5 mm. Dat leverde in de cilinderkop ruimte op voor een tweede inlaatklep en de korte slag hield de zuigersnelheid van de hoogtoerige motor binnen de perken. Zo kreeg de machine drie kleppen per cilinder: twee 32mm-inlaatkleppen en een 26mm-uitlaatklep. De uitlaatkleppen zaten iets uit het midden om plaats te maken voor de bougies, die schuin naar buiten staken zodat ze bereikbaar waren zonder de tank te verwijderen. Als de tank wel werd verwijderd gaf het bovenframe voldoende ruimte om het kleppendeksel te verwijderen en de kleppen te stellen. Vier gaten in het bovenframe maakten zelfs het aantrekken van de cilinderkopbouten mogelijk. De enkele bovenliggende nokkenas werd aangredeven door een geluidarme morseketting die tussen de beide cilinders lag. De 180°-krukas was uit één stuk gesmeed en dreef aan de linkerkant via tandwielen en een ketting twee balansassen aan, een vóór en een achter de krukas. De machine had een 12 volt elektrische installatie met een startmotor en een elektronische CDI-ontsteking.

### Aandrijving
Vanaf de krukas werd de meervoudige natte platenkoppeling door tandwielen aangedreven. De machine had een vijfversnellingsbak en de eindaandrijving verliep via een ketting.

### Rijwielgedeelte
Honda paste een buisframe toe, dat hier en daar was verstevigd met tussengelaste platen, zoals boven het motorblok. Het was een brugframe, dat het motorblok niet helemaal omsloot en waarvan de blok dus een dragend deel uitmaakte. De CB 360 had al een schijfrem in het voorwiel gehad, en die kreeg de CB 400 T ook. In het achterwiel zat een trommelrem. Nieuw waren de geklonken comstarvelgen. Voor zat een telescoopvork, achter een swingarm met twee FVQ-veer/demperelementen.

### 1977-1979, CB 400 TII

#### 1977, CB 400 TII '77
De eerste versie van 1977 werd geleverd in blauw of bordeauxrood met dunne, veelkleurige biezen op de tank. De zijdeksels hadden de hoofdkleur en waren aan de voorkant afgerond waar het plastic luchtfilterhuis zat. Op die zijdeksels stond "400 Twin", maar in de VS stond daar "HaWk" (met hoofdletter W) en in het Verenigd Koninkrijk "Dream 400 Twin".

#### 1978, CB 400 TII '78
In 1978 werden de hoofdkleuren Tahitian Red en Candy Sapphire Blue, met zwarte en oranje tankbiezen. De zijdeksels waren nu zwart en in de VS stond daar nu "HaWk II" op.

#### 1979, CB 400 TII '79
In 1979 werd de vormgeving hoekiger en waren er twee hoofdkleuren: Candy Antares Red of zwart. De biezen op tank en zijdeksels waren goud en oranje.

### 1978-1979, CB 400 TI

#### 1978, CB 400 TI '78
De CB 400 TI verscheen opmerkelijk genoeg later dan de TII, in 1978. Het was het spaarmodel van de CB 400 T, zonder toerenteller en startmotor, met spaakwielen en trommelremmen voor en achter. De hoofdkleuren waren Helios Red en Excel Black, met zwarte en oranje tankbiezen.

#### 1979, CB 400 TI '79
In 1979 werden de hoofdkleuren Candy Antares Red en Excel Black. De biezen op tank en zijdeksels waren goud en oranje.

### 1980-1982, CB 400 T
In 1980 werd de goedkope CB 400 TI vervangen door de CM 400 E custom en daarom was het niet meer nodig onderscheid te maken tussen twee versies. Daarom verviel de toevoeging "II": het werd nu gewoon Honda CB 400 T.

#### 1980, CB 400 T '80
Het uiterlijk van de CB 400 T uit 1980 was weer hoekiger geworden en neigde steeds meer naar de CB 400 N. Dat werd nog geaccentueerd door de hoekig aangebrachten tankbiezen. De hoofdkleuren waren Custom Silver Metallic en zwart, de biezen op de zilverkleurige versie waren rood en wit, die op de zwarte versie oranje en geel. De comstarvelgen waren zwart. Het "kontje" achter het zadel kreeg een kleine spoiler. De zijdeksels sloten aan bij de tank, de zgn. Eurostyling.

#### 1981, CB 400 T '81
In 1981 werden de hoofdkleuren Pleiades Silver Metallic en zwart. De biezen op de zilverkleurig versie waren zwart en blauw en op de zwarte versie oranje en blauw. De wielen kregen de "holle" versie van de comstarvelgen, zwart met zilverkleurige randen. Het voorspatbord, voorheen verchroomd metaal, was nu van gekleurd plastic. De benzinetank kreeg een andere vorm.

#### 1982-1985, CB 400 T '82

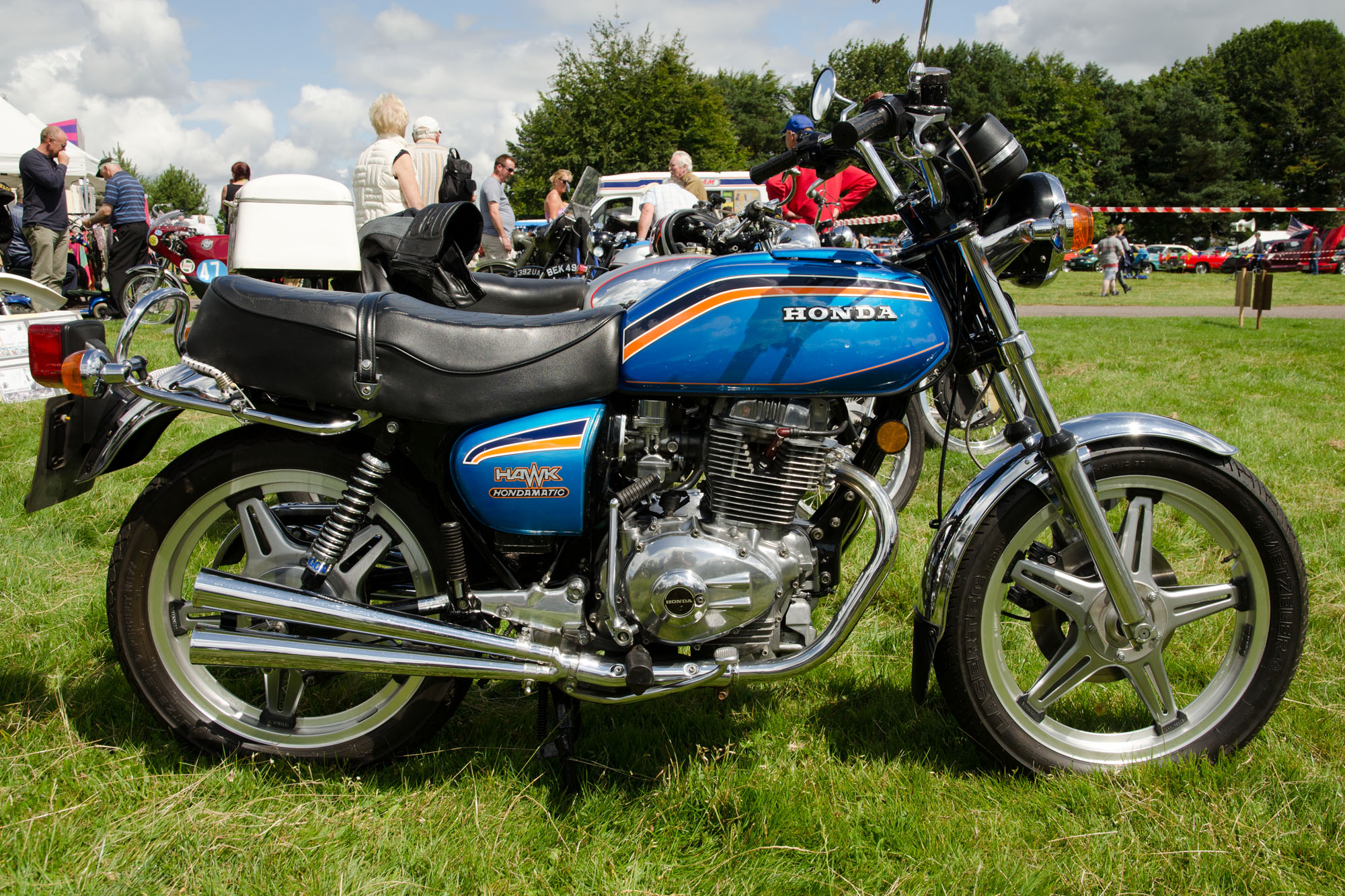
Honda CB 400 A Hondamatic uit 1978

Vanaf 1982 was de CB 400T 'Hawk' zwart, met keuze uit oranje en rode biezen of grijze en blauwe biezen. De machine bleef ongewijzigd tot 1985 leverbaar, maar in 1982 was ook de opvolger CB450sc 'Nighthawk'al op de markt gekomen.

## 1977-1978, CB 400 A Hondamatic (Hawk Hondamatic)
Tegelijk met de CB 400 T bracht Honda een model uit met een semi-automatische versnellingsbak. Feitelijk was alleen de koppeling volledig automatisch. Dat was een koppelomvormer die het gebruik van een koppelingshendel overbodig maakte. Toch had de machine twee versnellingen, waaruit de rijder voor het wegrijden moest kiezen. De eerste versnelling was geschikt voor snelheden tot ca. 90 km/h. De machine leverde hierin meer trekkracht dan in de tweede versnelling, waarin ook kon (en moest) worden weggereden, maar die geschikt was voor snelheden tot 170 km/h.

### Motor
Er waren grote motorische verschillen met de normale CB 400 T. De CB 400 A kreeg een 360°-krukas, waardoor de motor soepeler draaide en dat was gunstig voor de werking van de koppelomvormer. Dat betekende dat ook de balansassen moesten worden aangepast. De kleppen werden veel kleiner: de inlaatkleppen waren 26 i.p.v. 32 mm in doorsnede en de uitlaatkleppen waren 21 i.p.v. 26 mm in doorsnede. De carburateurs waren 28 mm i.p.v. 32 mm. Het gevolg van dit alles was dat de motor soepeler draaide, maar dat het vermogen daalde tot 30 pk bij 8.500 tpm.

### Aandrijving
De meervoudige natte platenkoppeling was zoals gezegd vervangen door een koppelomvormer, die niet alleen zorgde voor het automatische wegrijden, maar ook voor een verhoging van het motorkoppel. In tegenstelling tot de Honda CB 750 A Hondamatic, die een automatische versnellingsbak met centrifugaalbediening had, moest de rijder bij de CB 400 A zelf schakelen. De werking was op die manier identiek aan die van de Moto Guzzi V 1000 I-Convert.

### Rijwielgedeelte
Het rijwielgedeelte was identiek aan dat van de CB 400 T, met uitzondering van het linker hendel aan het stuur, dat uiteraard de koppeling niet hoefde te bedienen. Omdat parkeren in de versnelling op een helling door de koppelomvormer zinloos was, diende dit hendel als parkeerrem.

### 1977, 1978, CB 400 A Hondamatic '77
De CB 400 A uit 1977 werd geleverd in Tahitian Red en Candy Sapphire Blue. De biezen op tank en zijdeksels waren zwart en oranje. Op het zijdeksel stond "Hondamatic". De machine had geen toerenteller, maar wel lampjes om de gekozen versnelling aan te geven.

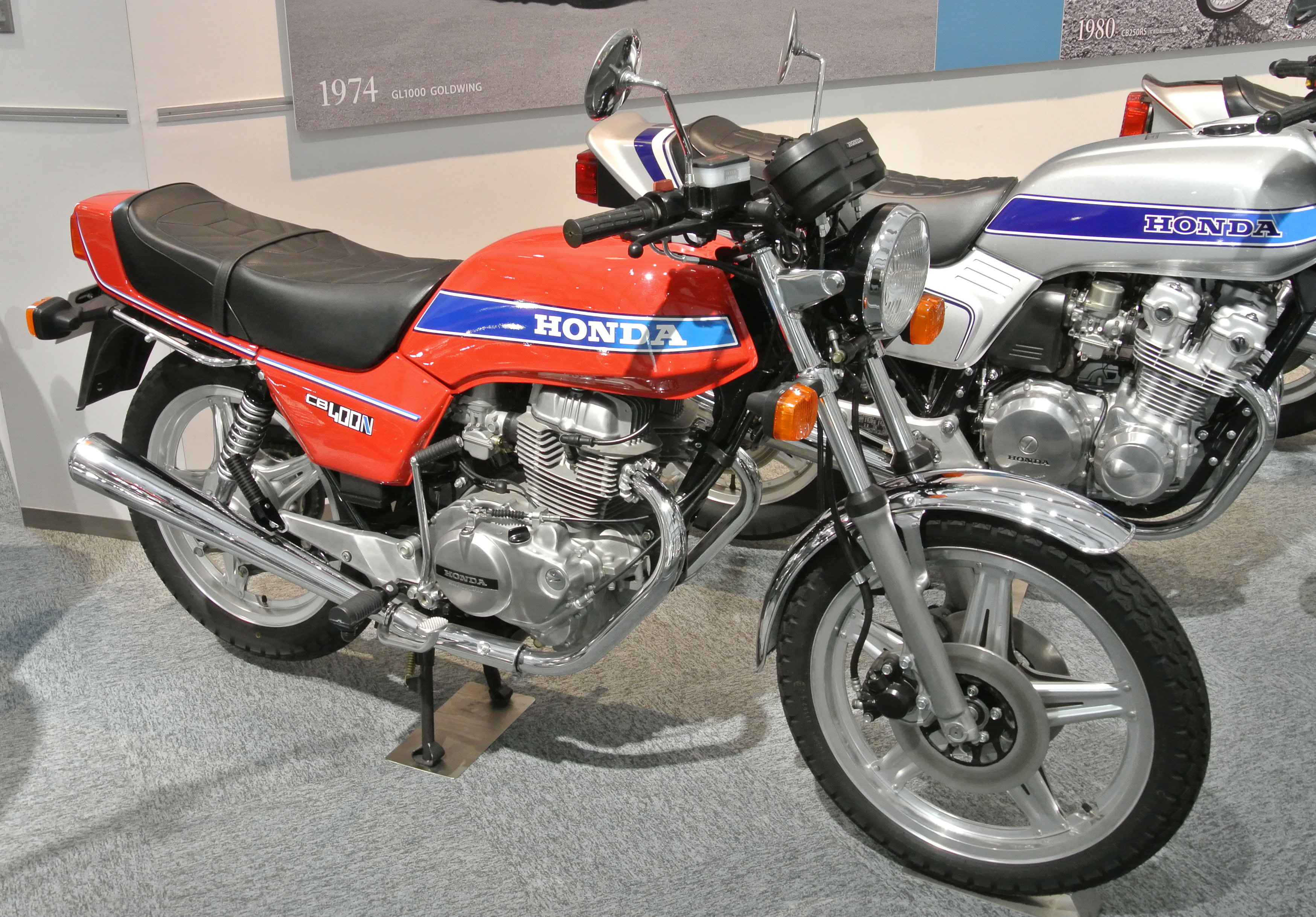
Honda CB 400 N uit 1978

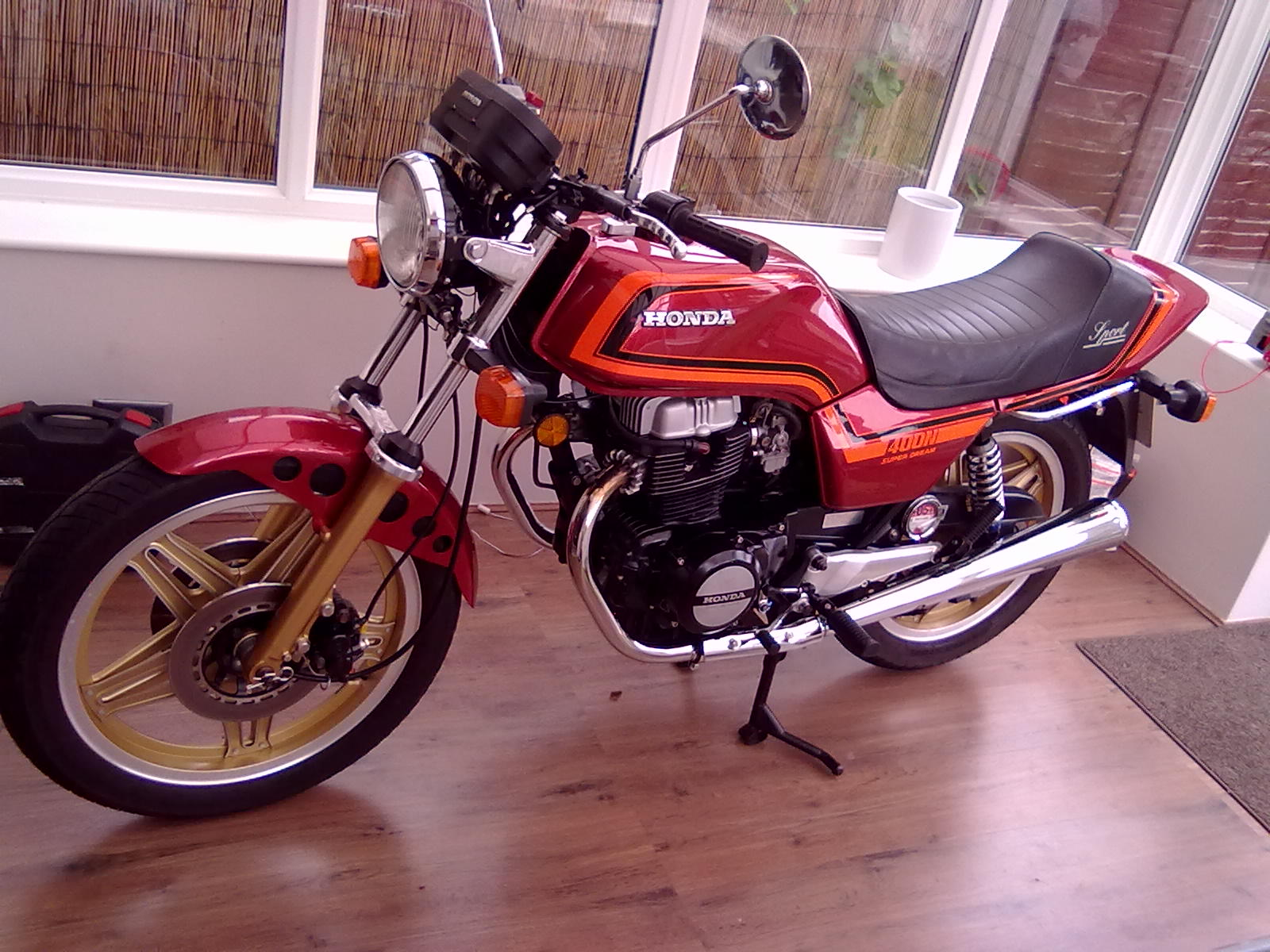
Britse CB 400 N Super Dream uit 1982

## 1978-1982, CB 400 N (Super Dream)
Met de introductie van de CB 400 T had Honda een machine op de markt gebracht die qua vermogen de Kawasaki Z 400 en de Suzuki GS 400 overtrof. Ze kon zich zelfs meten met de tweetakt-Yamaha RD 400. Het uiterlijk stond veel klanten echter tegen. De wat ronde vormen moesten waarschijnlijk aansluiten op die van de Britse Triumphs, maar waren weinig sportief en in zekere zin wat "braaf". De Kawasaki en de Suzuki hadden een veel sportievere vormgeving met een klein kontje met spoiler achter het zadel. De CB 400 T was in 1979 al van de Nederlandse markt verdwenen. Eind 1978 presenteerde Honda daarom een nieuwe serie modellen met de zgn. "Eurostyling", de Honda CB 125 N, de Honda CB 250 N en de Honda CB 400 N, die in het Verenigd Koninkrijk de naam "CB 400 N Super Dream" kreeg.

### Motor
De motor was in tegenstelling tot de CB 400 T geen 180° twin, maar een paralleltwin, zoals bij de CB 400 A, maar hij leverde hetzelfde vermogen als de T, 43 pk bij 9.500 tpm.

### Aandrijving
Ook het aandrijfsysteem was identiek aan dat van de CB 400 T, maar de CB 400 N had zes versnellingen.

### Rijwielgedeelte
Het rijwielgedeelte week af van dat van de CB 400 T door de twee schijfremmen in het voorwiel, die echter wel veel kleiner waren. De enkele schijf van de T mat 280 mm, de beide schijven van de N maten 240 mm. De spaken van de comstarvelgen waren van aluminium, die van de CB 400 T van plaatstaal.

#### Merkenraces
De KNMV koos in 1978 de CB 400 N als racemotor voor de eerste Nederlandse serie merkenraces. Het blad Moto 73 testte de machine voor die taak, maar ontdekte wel enkele problemen. De enkele schijfrem van de CB 400 T vereiste al veel kracht, maar de twee kleine schijven van de CB 400 N waren niet veel beter. De dempende werking van de voorvork was ook erg slecht, maar dat kon worden opgelost door de voorgeschreven ATF-olie te vervangen door gewone 10W30-motorolie. Ook ontdekte men dat de dunne voorvorkpoten bij hard remmen verbogen en gingen trillen, waardoor grip verloren ging en het voorwiel blokkeerneigingen vertoonde. Wel was men te spreken over de standaard gemonteerde Yokohama-tubelessbanden.

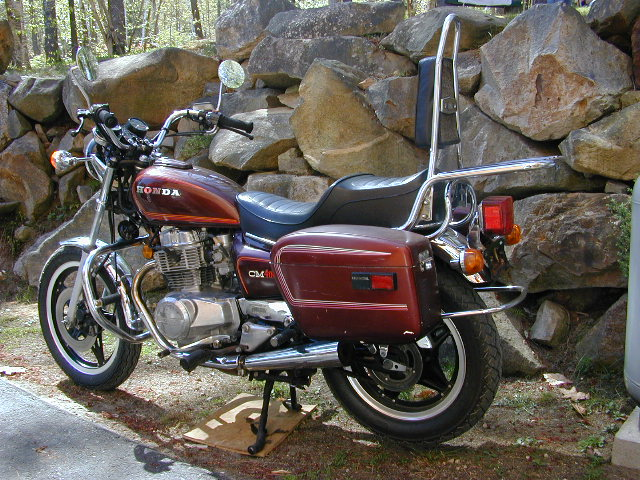
Honda CM 400 T uit 1979

## 1980-1982, CM 400 T
In 1979 begon de customstijl een rage te worden en Honda's eerste custom werd de CM 400 T. Motorische was de machine identiek aan de CB 400 T, maar ze kreeg een druppelvormige tank, een hoog stuur, korte uitlaten, aangepaste, stervormige comstarvelgen, een King & Queen zadel en een verchroomde handgreep voor de duopassagier. De presentatie vond plaats tijdens de motorshow van Milaan in november 1979. Om het custom-idee te versterken had de CM 400 T ook een brede 4.60 × 16 inch-achterband.

## 1979-1981, CM 400 E
Bij de CM 400 E stond de "E" voor "Economy". Daarmee volgde de machine de CB 400 TI als spaarmodel op, met spaakwielen en trommelremmen voor en achter, maar de CM 400 E had wel een startmotor.

## 1979-1981, CM 400 A Hondamatic

### 1979, CM 400 A Hondamatic '79
De CM 400 A Hondamatic was de automatische versie van de CM 400, die in 1979 op de markt kwam. De hoofdkleuren waren Candy Presto Red en Candy Holly Green. De biezen waren oranje en rood. Het "CM 400 A"-logo op de zijdeksels was wit met rood.

### 1980, CM 400 A Hondamatic '80
In 1980 waren de hoofdkleuren nog steeds Candy Presto Red en Candy Holly Green, maar de biezen op de rode versie waren lichtrood en die op de groene versie donker- en lichtgroen. Het "CM 400 A"-logo was wit met rood.

### 1981, CM 400 A Hondamatic '81
In 1981 waren de hoofdkleuren Candy Bourgogne Red met Red Brown Metallic en Candy Sword Blue met Blue Gray Metallic. De biezen waren goudkleurig, evenals het "CM 400 A"-logo.
In 1982 werd de CM 400-modellen opgevolgd door de CM 450 T, de CB 450 N, de CM 450 E en de CM 450 A Hondamatic

## Technische gegevens
| Honda                  | CB 400 TII                          | CB 400 A                            | CB 400 TI                  | CB 400 T                            |                            | CB 400 N                               |                            | CM 400 T                            | CM 400 E                   | CM 400 A Hondamatic                 |
| ---------------------- | ----------------------------------- | ----------------------------------- | -------------------------- | ----------------------------------- | -------------------------- | -------------------------------------- | -------------------------- | ----------------------------------- | -------------------------- | ----------------------------------- |
| Periode                | 1977-1979                           | 1977-1978                           | 1978-1979                  | 1980-1985                           |                            | 1978-1982                              |                            | 1980-1982                           | 1979-1981                  | 1979-1981                           |
| Categorie              | Toermotor                           | Toermotor                           | Toermotor                  | Toermotor                           |                            | Sportmotor                             |                            | Custom                              | Custom                     | Custom                              |
| Motortype              | OHC 3 kleppen per cilinder          | OHC 3 kleppen per cilinder          | OHC 3 kleppen per cilinder | OHC 3 kleppen per cilinder          | OHC 3 kleppen per cilinder | OHC 3 kleppen per cilinder             | OHC 3 kleppen per cilinder | OHC 3 kleppen per cilinder          | OHC 3 kleppen per cilinder | OHC 3 kleppen per cilinder          |
| Koeling                | Lucht                               | Lucht                               | Lucht                      | Lucht                               | Lucht                      | Lucht                                  | Lucht                      | Lucht                               | Lucht                      | Lucht                               |
| Bouwwijze              | Staande 180° twin                   | Staande paralleltwin                | Staande 180° twin          | Staande 180° twin                   |                            | Staande paralleltwin                   |                            | Staande 180° twin                   | Staande 180° twin          | Staande paralleltwin                |
| Boring                 | 70,5 mm                             | 70,5 mm                             | 70,5 mm                    | 70,5 mm                             | 70,5 mm                    | 70,5 mm                                | 70,5 mm                    | 70,5 mm                             | 70,5 mm                    | 70,5 mm                             |
| Slag                   | 50,6 mm                             | 50,6 mm                             | 50,6 mm                    | 50,6 mm                             | 50,6 mm                    | 50,6 mm                                | 50,6 mm                    | 50,6 mm                             | 50,6 mm                    | 50,6 mm                             |
| Cilinderinhoud         | 395,0 cc                            | 395,0 cc                            | 395,0 cc                   | 395,0 cc                            | 395,0 cc                   | 395,0 cc                               | 395,0 cc                   | 395,0 cc                            | 395,0 cc                   | 395,0 cc                            |
| Carburateur(s)         | 2 x Keihin 32 mm                    | 2 x Keihin 28 mm                    | 2 x Keihin 32 mm           | 2 x Keihin 32 mm                    | 2 x Keihin 32 mm           | 2 x Keihin 32 mm                       | 2 x Keihin 32 mm           | 2 x Keihin 32 mm                    | 2 x Keihin 32 mm           | 2 x Keihin 28 mm                    |
| Ontsteking             | CDI                                 | CDI                                 | CDI                        | CDI                                 | CDI                        | CDI                                    | CDI                        | CDI                                 | CDI                        | CDI                                 |
| Smeersysteem           | Wet-sump                            | Wet-sump                            | Wet-sump                   | Wet-sump                            | Wet-sump                   | Wet-sump                               | Wet-sump                   | Wet-sump                            | Wet-sump                   | Wet-sump                            |
| Compressieverhouding   | 9,3:1                               | 9,3:1                               | 9,3:1                      | 9,3:1                               | 9,3:1                      | 9,3:1                                  | 9,3:1                      | 9,3:1                               | 9,3:1                      | 9,3:1                               |
| Max. Vermogen          | 43 pk bij 9.500 tpm                 | 30 pk bij 8.000 tpm                 | 43 pk bij 9.500 tpm        | 43 pk bij 9.500 tpm                 | 43 pk bij 9.500 tpm        | 43 pk bij 9.500 tpm                    |                            | 44 pk bij 9.500 tpm                 | 44 pk bij 9.500 tpm        | 30 pk bij 8.000 tpm                 |
| Topsnelheid            | 170 km/h                            | Onbekend                            | 170 km/h                   | 170 km/h                            |                            | 175 km/h                               |                            | ca. 150 km/h                        | ca. 150 km/h               | Onbekend                            |
| Primaire aandrijving   | Tandwielen                          | Tandwielen                          | Tandwielen                 | Tandwielen                          | Tandwielen                 | Tandwielen                             | Tandwielen                 | Tandwielen                          | Tandwielen                 | Tandwielen                          |
| Koppeling              | Meervoudige natte plaat             | Koppelomvormer                      | Meervoudige natte plaat    | Meervoudige natte plaat             | Meervoudige natte plaat    | Meervoudige natte plaat                | Meervoudige natte plaat    | Meervoudige natte plaat             | Meervoudige natte plaat    | Koppelomvormer                      |
| Versnellingen          | 5                                   | 2                                   | 5                          | 5                                   |                            | 6                                      |                            | 5                                   | 5                          | 2                                   |
| Secundaire aandrijving | Ketting                             | Ketting                             | Ketting                    | Ketting                             | Ketting                    | Ketting                                | Ketting                    | Ketting                             | Ketting                    | Ketting                             |
| Rijwielgedeelte        | Buis-brugframe                      | Buis-brugframe                      | Buis-brugframe             | Buis-brugframe                      | Buis-brugframe             | Buis-brugframe                         | Buis-brugframe             | Buis-brugframe                      | Buis-brugframe             | Buis-brugframe                      |
| Voorvork               | Telescoopvork                       | Telescoopvork                       | Telescoopvork              | Telescoopvork                       | Telescoopvork              | Telescoopvork                          | Telescoopvork              | Telescoopvork                       | Telescoopvork              | Telescoopvork                       |
| Achtervork             | Swingarm                            | Swingarm                            | Swingarm                   | Swingarm                            | Swingarm                   | Swingarm                               | Swingarm                   | Swingarm                            | Swingarm                   | Swingarm                            |
| Remmen                 | 1 Schijfrem voor, trommelrem achter | 1 Schijfrem voor, trommelrem achter | Trommelremmen              | 1 Schijfrem voor, trommelrem achter |                            | 2 Schijfremmen voor, trommelrem achter |                            | 1 Schijfrem voor, trommelrem achter | Trommelremmen              | 1 Schijfrem voor, trommelrem achter |
| Tankinhoud             | 13 Liter                            | 13 Liter                            | 13 Liter                   | 13 Liter                            |                            | 14 Liter                               |                            | 10 Liter                            | 10 Liter                   | 10 Liter                            |
| Droog gewicht          | 167 kg                              | 167 kg                              | 167 kg                     | 167 kg                              |                            | 171 kg                                 |                            | 173 kg                              | 173 kg                     | 178 kg                              |
| Voorganger             |                                     |                                     |                            |                                     |                            | CB 400 TII                             |                            | Geen                                | Geen                       | Geen                                |
| Opvolger               | CB 450 T                            | CB 450 T                            | CM 400 E                   | CB 450 T                            |                            |                                        |                            | CM 450 T                            | CM 450 E                   |                                     |